# Takeaki Harigaya
Takeaki Harigaya (針谷 岳晃 Harigaya Takeaki?), född 15 oktober 1998 i Saitama prefektur, är en japansk fotbollsspelare.
Harigaya började sin karriär 2017 i Júbilo Iwata.